# Festival cinematografici LGBT
|  |  |  |  |
|  |  |  |  |
|  |  |  |  |

La seguente è una lista di festival cinematografici LGBT.
| Nome                                                                         | Luogo                         | Luogo                                         | Luogo                                                                       | Istituito                      | Note |
| Nome                                                                         | Città                         | Stato, provincia o regione                    | Nazione                                                                     | Istituito                      | Note |
| ---------------------------------------------------------------------------- | ----------------------------- | --------------------------------------------- | --------------------------------------------------------------------------- | ------------------------------ | --- |
| &PROUD Yangon LGBTI Film Festival                                            | Yangon                        | Regione di Yangon                             | Birmania (bandiera)                                                         | 2014                           | |
| MIX Milano                                                                   | Milano                        | Italy                                         | Italia (bandiera)                                                           | 1986                           | Il Festival MIX Milano di Cinema GayLesbico e Cultura Queer è il Festival del cinema della comunità gay, lesbica, trans e queer. Ogni anno viene portato in sala il meglio della cinematografia indipendente a tematica LGBT grazie a un team di programmatori e programmatrici dinamico, multiculturale e multigenerazionale. |
| Abhimani Film Festival                                                       | Colombo                       | Provincia Occidentale                         | Sri Lanka (bandiera)                                                        | 2006                           | Noto anche come Celluloid Rainbows, questo è il più antico festival cinematografico LGBT nella regione dell'Asia meridionale, e l'unico festival del cinema LGBT in Sri Lanka. |
| Asian Queer Film Festival                                                    | Tokyo                         | Grande Area di Tokyo                          | Giappone (bandiera)                                                         | 2007                           | |
| Atlanta Film Festival                                                        | Atlanta                       | Georgia                                       | Stati Uniti (bandiera)                                                      | 2008, 1976 (original festival) | Elencato per il Pink Peach Prize LGBTQ Film Award, 2008 |
| Bangalore Queer Film Festival                                                | Bangalore                     | Karnataka                                     | India (bandiera)                                                            | 2008                           | |
| Bangkok Gay and Lesbian Film Festival                                        | Bangkok                       | Regione metropolitana di Bangkok              | Thailandia (bandiera)                                                       | 2015                           | |
| Beijing Queer Film Festival                                                  | Pechino                       | Pechino                                       | Cina (bandiera)                                                             | 2001                           | |
| BFI Flare: London LGBT Film Festival                                         | Londra                        | Grande Londra                                 | Regno Unito (bandiera)                                                      | 1986                           | |
| Chennai International Queer Film Festival                                    | Chennai                       | Area metropolitana di Chennai                 | India (bandiera)                                                            | 2005                           | |
| Damn These Heels LGBTQ Film Festival                                         | Salt Lake City                | Utah                                          | Stati Uniti (bandiera)                                                      | 2003                           | Il festival del cinema LGBTQ più longevo nelle montagne dell'Ovest |
| DOTYK                                                                        | Minsk                         | Regione di Minsk                              | Bielorussia (bandiera)                                                      | 2015                           | |
| FACE à FACE                                                                  | Saint-Étienne                 | Alvernia-Rodano-Alpi                          | Francia (bandiera)                                                          | 2005                           | |
| Fairy Tales International Gay & Lesbian Film Festival                        | Calgary                       | Alberta                                       | Canada (bandiera)                                                           | 1999                           | |
| FilmOut San Diego                                                            | San Diego                     | California                                    | Stati Uniti (bandiera)                                                      | 2005                           | L'unico festival cinematografico LGBT di San Diego |
| FiveFilms4freedom                                                            | Online                        | Online                                        | Regno Unito (bandiera)                                                      | 2015                           | |
| Frameline Film Festival                                                      | San Francisco                 | California                                    | Stati Uniti (bandiera)                                                      | 1977                           | |
| Gay Film Nights                                                              | Cluj-Napoca                   | Distretto di Cluj                             | Romania (bandiera)                                                          | 2004                           | |
| Gaze                                                                         | Dublino                       | Leinster                                      | Irlanda (bandiera)                                                          | 1992                           | |
| Hong Kong Lesbian & Gay Film Festival                                        | Hong Kong                     | Hong Kong, S.A.R.                             | Cina (bandiera)                                                             | 1989                           | |
| Houston Gay and Lesbian Film Festival                                        | Houston                       | Texas                                         | Stati Uniti (bandiera)                                                      | 1997                           | |
| Immaginaria International Film Festival of Lesbians & Other Rebellious Women | Bologna-Roma                  | Italia                                        |                                                                             | 1993                           | L'unico Festival a tematica lesbica e femminista che presenta film scritti e diretti da registe. Nel 2025 compie 20 anni |
| In & Out                                                                     | Nizza                         | Alpi Marittime                                | Francia (bandiera)                                                          | 2009                           | |
| Inside Out Film and Video Festival                                           | Toronto                       | Ontario                                       | Canada (bandiera)                                                           | 1991                           | |
| KASHISH Mumbai International Queer Film Festival                             | Mumbai                        | Maharashtra                                   | India (bandiera)                                                            | 2010                           | Riconosciuto come il più grande festival del cinema LGBTQ dell'Asia meridionale and '10 Film Festivals In India That Are A Must Visit For Every Cinema Lover'. Also voted as one of Top 5 Coolest LGBTQ Film Festivals in the World.                                                                                           |
| Korea Queer Film Festival                                                    | Seul                          | Area metropolitana di Seul                    | Corea del Sud (bandiera)                                                    | 2001                           | |
| Kreivės                                                                      | Vilnius                       | Lituania                                      | Lituania (bandiera)                                                         | 2014                           | The festival is open to feature films, documentaries and short films focusing on lesbian, gay, bisexual, transgender, queer, and intersex themes. |
| LesGaiCineMad                                                                | Madrid                        | Comunità Autonoma di Madrid                   | Spagna (bandiera)                                                           | 1996                           | |
| Lisbon Gay & Lesbian Film Festival                                           | Lisbona                       | Area metropolitana di Lisbona                 | Portogallo (bandiera)                                                       | 1997                           | |
| Ljubljana LGBT Film Festival                                                 | Lubiana                       | Slovenia Centrale                             | Slovenia (bandiera)                                                         | 1984                           | Il più antico festival cinematografico gay e lesbico d'Europa |
| Lovers Film Festival - Torino LGBTQI Visions                                 | Torino                        | Italia                                        | Italia (bandiera)                                                           | 1986                           | Precedentemente noto come Torino Gay & Lesbian Film Festival, Torino GLBT Film Festival - Da Sodoma a Hollywood o Togay, è il più antico festival sul tema d'Europa e terzo nel mondo. |
| Mardi Gras Film Festival                                                     | Sydney                        | Nuovo Galles del Sud                          | Australia (bandiera)                                                        | 1993                           | |
| Melbourne Queer Film Festival                                                | Melbourne                     | Victoria                                      | Australia (bandiera)                                                        | 1991                           | |
| Merlinka Festival                                                            | Belgrado, Sarajevo, Podgorica | Ex Jugoslavia                                 | Serbia (bandiera) · Bosnia ed Erzegovina (bandiera) · Montenegro (bandiera) | 2009                           | |
| Mezipatra                                                                    | Brno e Praga                  | Moravia e Boemia                              | Rep. Ceca (bandiera)                                                        | 2000                           | |
| Milwaukee LGBT Film & Video Festival                                         | Milwaukee                     | Wisconsin                                     | Stati Uniti (bandiera)                                                      | 1987                           | |
| Mix Copenhagen                                                               | Copenaghen                    | Area metropolitana di Copenaghen              | Danimarca (bandiera)                                                        | 1986                           | |
| MIX NYC                                                                      | New York                      | New York                                      | Stati Uniti (bandiera)                                                      | 1987                           | |
| National Queer Arts Festival                                                 | San Francisco                 | California                                    | Stati Uniti (bandiera)                                                      | 1998                           | |
| NewFest                                                                      | New York                      | New York                                      | Stati Uniti (bandiera)                                                      | 1988                           | |
| North Carolina Gay & Lesbian Film Festival                                   | Durham                        | Carolina del Nord                             | Stati Uniti (bandiera)                                                      | 1995                           | |
| Notre Dame Queer Film Festival                                               | Notre Dame                    | Indiana                                       | Stati Uniti (bandiera)                                                      | 2004                           | |
| Out in Africa                                                                | Johannesburg e Città del Capo | Gauteng e Provincia del Capo Occidentale      | Sudafrica (bandiera)                                                        | 1994                           | |
| Out on Film                                                                  | Atlanta                       | Georgia                                       | Stati Uniti (bandiera)                                                      | 1987                           | |
| Out Takes: A Reel Queer Film Festival                                        | Auckland e Wellington         | Regione di Auckland e Regione di Wellington   | Nuova Zelanda (bandiera)                                                    | 1995                           | |
| Outfest                                                                      | Los Angeles                   | California                                    | Stati Uniti (bandiera)                                                      | 1982                           | |
| Outview Film Festival                                                        | Atene                         | Grecia                                        | Grecia (bandiera)                                                           | 2007                           | |
| Philadelphia QFest                                                           | Filadelfia                    | Pennsylvania                                  | Stati Uniti (bandiera)                                                      | 1995                           | |
| Pink Apple                                                                   | Zurigo e Frauenfeld           | Canton Zurigo e Canton Turgovia               | Svizzera (bandiera)                                                         | 1997                           | |
| Pride International Film Festival                                            | Manila                        | Metro Manila                                  | Filippine (bandiera)                                                        | 2004                           | Film specializzati nella consapevolezza dell'HIV e dell'AIDS |
| Q! Film Festival                                                             | Giacarta                      | Giacarta (Jabodetabek)                        | Indonesia (bandiera)                                                        | 2002                           | Il più grande festival cinematografico LGBT in Asia, e il primo in un paese prevalentemente musulmano. È stato istituito nel 2002 e chiuso, fino a nuovo avviso, all'inizio del 2017. |
| Queer Film Festival Oldenburg                                                | Oldenburg (Oldenburg)         | Bassa Sassonia                                | Germania (bandiera)                                                         | 2010                           | |
| Queersicht                                                                   | Berna                         | Canton Berna                                  | Svizzera (bandiera)                                                         | 1997                           | |
| Rainbow Film Festival                                                        | Honolulu                      | Hawaii                                        | Stati Uniti (bandiera)                                                      | 1989                           | |
| Rainbow Reel Tokyo                                                           | Tokyo                         | Grande Area di Tokyo                          | Giappone (bandiera)                                                         | 1992                           | 'Rainbow Reel Tokyo' è il nuovo nome ufficiale per il 'Tokyo International Lesbian & Gay Film Festival' (dal 2016). |
| Reel Affirmations                                                            | Washington, D.C.              | Distretto di Columbia                         | Stati Uniti (bandiera)                                                      | 1991                           | |
| Reel Pride                                                                   | Winnipeg                      | Manitoba                                      | Canada (bandiera)                                                           | 1985                           | |
| Reeling                                                                      | Chicago                       | Illinois                                      | Stati Uniti (bandiera)                                                      |                                | |
| Rio Festival de Gênero & Sexualidade no Cinema                               | Rio de Janeiro                | Rio de Janeiro                                | Brasile (bandiera)                                                          | 1995                           | Precedentemente conosciuto come Rio Festival Gay de Cinema, il festival ha adottato il suo nuovo nome nel 2016. |
| San Francisco International LGBTQ Film Festival                              | San Francisco                 | California                                    | Stati Uniti (bandiera)                                                      | 1977                           | |
| San Francisco Transgender Film Festival                                      | San Francisco                 | California                                    | Stati Uniti (bandiera)                                                      | 1997                           | Originariamente chiamato 'Tranny Fest' |
| Screened Out                                                                 | Cablecast film festival       | Nationwide cablecast                          | Stati Uniti (bandiera)                                                      | Solo nel 2007                  | |
| Seattle Lesbian & Gay Film Festival                                          | Seattle                       | Washington                                    | Stati Uniti (bandiera)                                                      | 1996                           | |
| Shanghai Queer Film Festival                                                 | Shanghai                      | Shanghai (comune)                             | Cina (bandiera)                                                             | 2017                           | Nuovo festival cinematografico LGBT, gestito da volontari e come evento comunitario senza fini di lucro; aperto a settembre 2017 |
| ShanghaiPRIDE Film Festival                                                  | Shanghai                      | Shanghai (comune)                             | Cina (bandiera)                                                             | 2015                           | |
| Side by Side                                                                 | San Pietroburgo               | San Pietroburgo ('Federal Subject')           | Russia (bandiera)                                                           | 2008                           | |
| Southwest Gay and Lesbian Film Festival                                      | Albuquerque                   | Nuovo Messico                                 | Stati Uniti (bandiera)                                                      | 2003                           | |
| Taiwan International Queer Film Festival                                     | Taipei                        | Area metropolitana di Taipei-Keelung          | Taiwan (bandiera)                                                           | 2014                           | |
| Tampa International Gay and Lesbian Film Festival                            | Tampa                         | Florida                                       | Stati Uniti (bandiera)                                                      | 1989                           | |
| TLVFest                                                                      | Tel Aviv                      | Gush Dan                                      | Israele (bandiera)                                                          | 2006                           | |
| Vancouver Queer Film Festival                                                | Vancouver                     | Columbia Britannica                           | Canada (bandiera)                                                           | 1988                           | |
| Vinokino                                                                     | Turku e Helsinki              | Finlandia Occidentale e Finlandia Meridionale | Finlandia (bandiera)                                                        | 1991                           | |
| West Pride                                                                   | Göteborg                      | Götaland                                      | Svezia (bandiera)                                                           | 2007                           | |
| Giornate di Cinema Queer                                                     | Roma                          | Italia                                        |                                                                             | 2020                           | |